# Rudnica (Pljevlja)
Pour les articles homonymes, voir Rudnica.
Rudnica (en serbe cyrillique : Рудница) est un village du nord du Monténégro, dans la municipalité de Pljevlja.

## Démographie

### Évolution historique de la population
| 1948 | 1953 | 1961 | 1971 | 1981 | 1991 | 2003 |
| ---- | ---- | ---- | ---- | ---- | ---- | ---- |
| 239  | 205  | 210  | 156  | 145  | 98   | 102  |